# Der Liebling der Frauen
Der Liebling der Frauen è un film muto del 1921 diretto e prodotto da Carl Wilhelm.

## Produzione
Il film fu prodotto dalla Terra-Film AG (Berlin), Carl Wilhelm-Film GmbH (Berlin).

## Distribuzione
Distribuito dalla Terra-Film, uscì nelle sale cinematografiche tedesche l'11 marzo 1921.